# Svalbarðsstrandarhreppur
Svalbarðsstrandarhreppur é um município na Islândia. Em 2021 tinha uma população estimada em 441 habitantes.